# いずみ吉紘
いずみ 吉紘（いずみ よしひろ、1968年12月21日 - ）は、愛知県名古屋市出身の脚本家である。sacca株式会社所属。

## 略歴
名古屋にある広告会社で7年間勤めた後、3年間フリーで広告プランナーを続けながら脚本家を目指して数々のコンクールに応募。1999年、『ミサイルに翼はない』で第11回フジテレビヤングシナリオ大賞佳作を受賞。その後、『バスストップ』、『ムコ殿』、『セーラー服と機関銃』、『ROOKIES』など、数々の人気テレビドラマの脚本を手がけている。

## 作品

### テレビドラマ
- バスストップ（2000年、フジテレビ）
- ムコ殿（2001年、フジテレビ）
- 人にやさしく 第1 - 3・5・7・9・11話（2002年、フジテレビ）
- SMAP×SMAP特別編 チョナン・カンスペシャル サランヘヨ 愛の劇場&愛の唄「ヘンボカセヨ〜幸せになれよ〜」（2002年4月29日、関西テレビ・フジテレビ）
- 恋愛偏差値〈第二章〉Party（2002年、フジテレビ）
- ケータイ刑事 銭形舞 第8話（2003年11月23日、BS-i）
- ヤンキー母校に帰る 第5・7話（2003年、TBS）
- それは、突然、嵐のように… 第4話（2004年、TBS）
- さそり（2004年、BS-i）
- ケータイ刑事 銭形零（BS-i）
  - 1stシリーズ第6話（2004年11月7日）
  - 2ndシリーズ第5話（2005年1月30日）
- 恋する日曜日（BS-i）
  - セカンドシーズン
    - 「魚」（2005年5月1日）
    - 「バージン・ロード」（2005年5月29日）
    - 「君が僕を知ってる」（2005年8月14・21・28日）

  - 文學の唄「新居」（2005年12月4日）
- プレミアムステージ「スタートライン〜涙のスプリンター〜」（2005年12月17日、フジテレビ）
- 夜王 〜YAOH〜 第1・2・4・6・7・9・11話（2006年、TBS）
- 東京少女（BS-i）
  - ショートフィルム道
    - 「眺める少女」（2006年3月19日）
    - 「回転少女」（2006年8月13日）

  - セピア編
    - 「麻婆少女」（2008年2月10日）
    - 「さよなら少女」（2008年2月24日）
- セーラー服と機関銃（2006年、TBS）
- 花嫁とパパ 第1 - 3・5・7・9・11・12話（2007年、フジテレビ）
- あんみつ姫の大冒険!（2008年1月6日、フジテレビ）
- ROOKIES（2008年、TBS）
- あんみつ姫2（2009年1月11日、フジテレビ）
- 世にも奇妙な物語 秋の特別編 「夢の検閲官」（2009年10月5日、フジテレビ）
- 金曜プレステージ「愛はみえる〜全盲夫婦に宿った小さな命」（2010年9月3日、フジテレビ）
- 日本人の知らない日本語（2010年、読売テレビ）
  - 日本人の知らない日本語リターンズ（2010年、LISMOドラマ）
- 南極大陸（2011年、TBS）
- らんま1/2（2011年、日本テレビ）
- トッカン 特別国税徴収官（2012年、日本テレビ）
- クロコーチ（2013年、TBS）
- 恐竜せんせい（2013年、NHK BSプレミアム）
- 極悪がんぼ（2014年、フジテレビ）
- 大使閣下の料理人（2015年1月3日、フジテレビ）
- デスノート（2015年、日本テレビ）
- あの日見た花の名前を僕達はまだ知らない。（2015年、フジテレビ）
- 仰げば尊し（2016年、TBS）
- トドメの接吻（2018年、日本テレビ）
- 誘拐法廷〜セブンデイズ〜（2018年、テレビ朝日）[3]
- 集団左遷!!（2019年、TBS）
- アリバイ崩し承ります（2020年、テレビ朝日）
- インビジブル（2022年、TBS）
- ACMA:GAME アクマゲーム（2024年、日本テレビ）
- 笑うマトリョーシカ（2024年、TBS）

### 映画
- つんくタウンFILMS・GO-CON!（2000年）デビュー作
- つんくタウンFILMS・ナマタマゴ（2001年）
- day alone プロジェクト・day alone 〜マノーラと姫ちゃん〜（2005年）
- 恋する日曜日（2006年）
- そのときは彼によろしく（2007年）
- ROOKIES -卒業-（2009年）
- ブラック会社に勤めてるんだが、もう俺は限界かもしれない（2009年）
- 帝一の國（2017年）
- 劇場版 ACMA:GAME 最後の鍵（2024年予定）